# NGC 5353
NGC 5353 (również PGC 49356, UGC 8813 lub HCG 68A) – galaktyka soczewkowata (S0), znajdująca się w gwiazdozbiorze Psów Gończych. Odkrył ją William Herschel 14 stycznia 1788 roku. Jest najjaśniejszym członkiem zwartej grupy galaktyk Hickson 68 (HCG 68).